# Hohes Hospital (Soest)

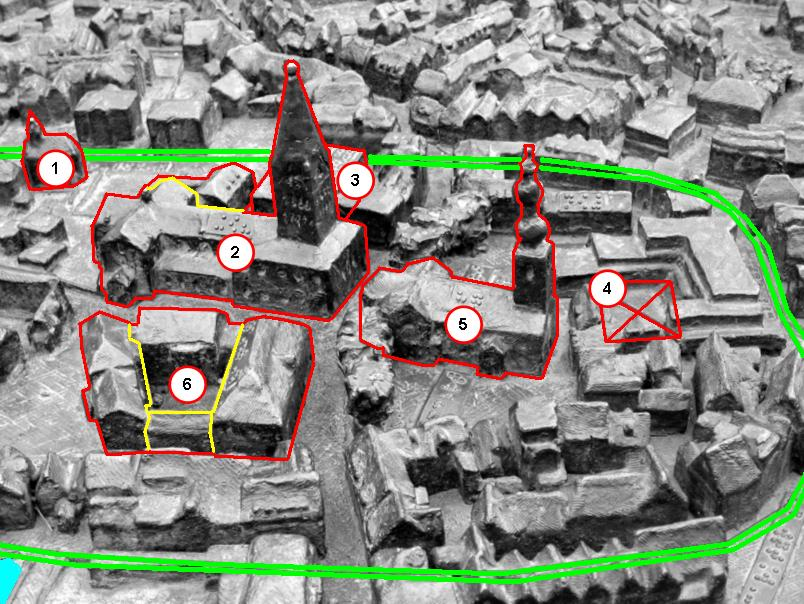
Der ottonische Kern der Altstadt (grün umrandet): 1) Nikolaikapelle, 2) St.-Patrokli-Dom, 3) Morgner-Haus, 4) Standort des Hohen Hospitals/der Alten Pfalz, 5) St. Petri-Kirche, 6) Rathaus mit vier Gebäudeteilen aus verschiedenen Jahrhunderten; unten links ein Zipfel des Großen Teichs

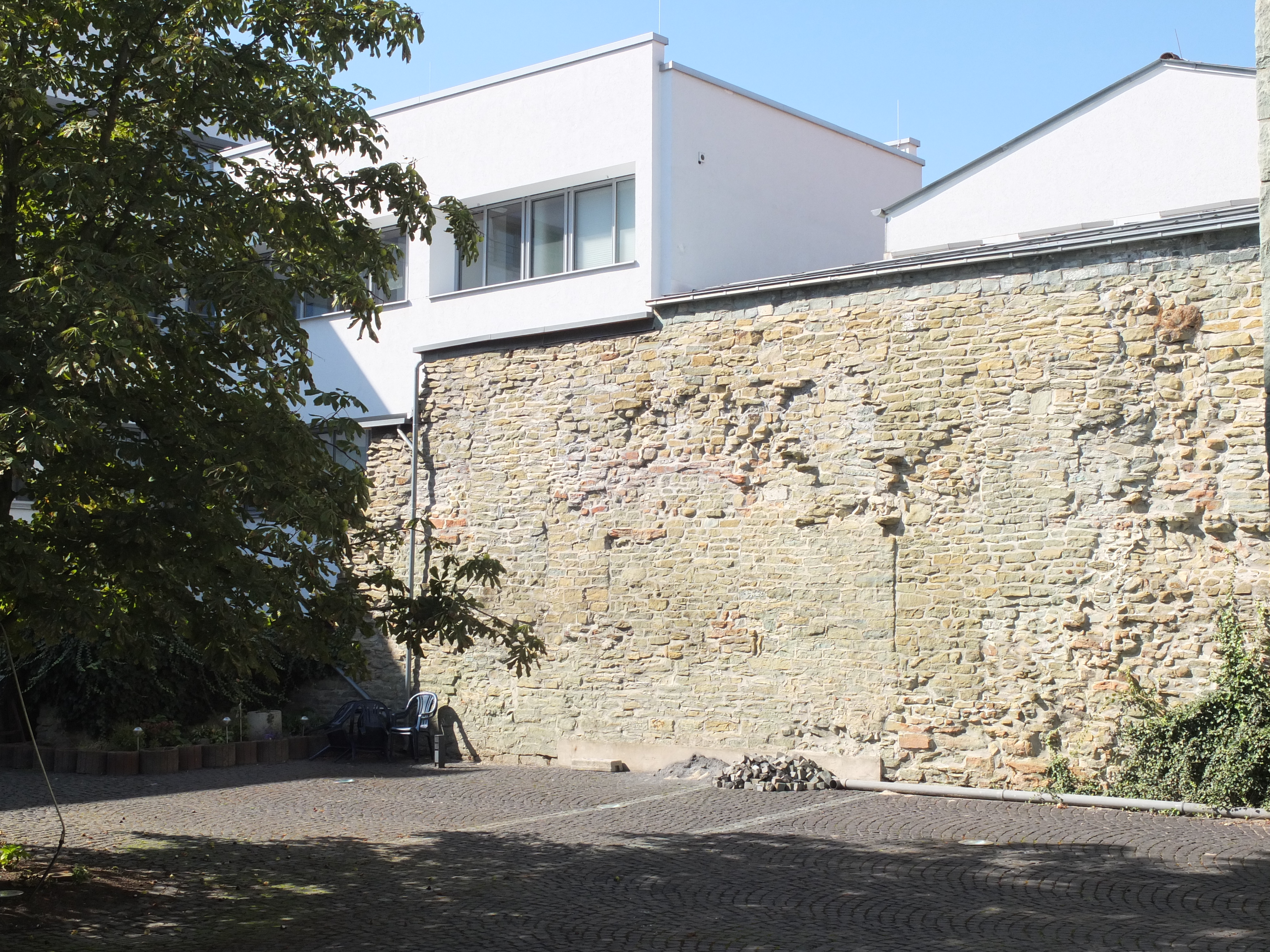
Rest vom Hohen Hospital

Hohes Hospital, örtlich auch bekannt als Wittekindsmauer oder alte Pfalz, war jahrhundertelang der von der späteren Nutzung abgeleitete Name eines massiven Wohnturmes/Donjons im Stadtzentrum von Soest, der mit größter Wahrscheinlichkeit die Funktion einer erzbischöflichen Pfalz – und zwar der ersten bzw. älteren in Soest – erfüllte.
Auch in anderen Regionen des Heiligen Römischen Reiches Deutscher Nation gab es Einrichtungen, die den Namen Hohes Hospital trugen.

## Geschichte
Wesentliche Informationen über die Geschichte des Gebäudes wurden bei mehreren Ausgrabungen zwischen den Jahren 1884 und 1993/94 zutage befördert.

### Vor der Bebauung
Das zentral gelegene Areal unmittelbar westlich der Petrikirche war in fränkischer Zeit (9.–10. Jahrhundert) ein Friedhof dieser ersten Stadtpfarrkirche.

### Pfalz
Um das Jahr 1000 wurde der kurz zuvor noch genutzte Friedhof bebaut: Es entstand ein mächtiges, wehrhaftes Gebäude in kubischer Form mit einer Grundfläche von 25 × 25 Metern und einer Höhe zwischen 25 und 30 Metern. Die entstehende Anlage, später als „palatium sive turris“ (lat.: Pfalz oder Turm) bezeichnet, ist aufgrund seiner kombinierten Wohn-, Wehr- und Repräsentativfunktion und seiner Lage im Zentrum neben der städtischen Hauptkirche mit großer Sicherheit als erste erzbischöfliche Pfalz ausgewiesen. Die Mächtigkeit des Baus stellt Soest als eine Hauptresidenz der Kölner Erzbischöfe heraus, als ursprünglichen Hauptort im später sich konsolidierenden kölnischen Herzogtum Westfalen. Die Verpflichtung der Bischöfe, durchreisenden Herrschern Unterkunft zu bieten (Gastungspflicht), führte dazu, dass zahlreiche Kaiser des Mittelalters, die den Hellweg bereisten, in Soest Station machten. In der benachbarten Petrikirche sind bis heute die Fundamente eines Thronsitzes zu sehen, die auf die zahlreich belegte, häufige Anwesenheit hoher Gäste in Soest verweisen.

### Hohes Hospital
Unter Erzbischof Philipp von Heinsberg, der Soest besondere Förderung zukommen ließ, wurde die Pfalzresidenz an den Rand der Altstadt verlegt. Die neue Pfalz befand sich in der Nachbarschaft von Alt-St. Thomä, der in Soest als „Schiefer Turm“ bekannten Kirche. Diese Umlegung stand im Zusammenhang mit der neu erbauten Stadtmauer, inwieweit Sicherheitsbedenken des Stadtherrn eine Rolle spielten, die Pfalz aus dem Zentrum der Stadt herauszuholen, bleibt unklar. Möglicherweise waren am Rand des neu festgelegten Stadtgebietes auch die Flächenreserven einfach größer. Einer Urkunde aus dem 14. Jahrhundert nach wird 1178 auf dem alten Pfalzgelände ein Hospital unter Einbeziehung der bestehenden Gebäude gegründet. Dies ist einer der ersten belegten Fälle in Deutschland, wo ein Hospital unabhängig von einem Kloster eingerichtet wird. Als Hospital war das Gebäude Wohnstätte für 42 Arme und Kranke. Der Name „Hohes Hospital“ für die hier etwa 150 Jahre bestehende Einrichtung ist jedoch erst seit der Reformation belegt (zuvor „Altes Hospital“ möglicherweise als Abgrenzung gegenüber dem ursprünglich im Pilgrimhaus befindlichen „Neuen Hospital“). Der ursprüngliche Name der Einrichtung war Hospital zum heiligen Geist. Im 14. Jahrhundert wurde das Hohe Hospital in ein Pfrundhaus für junge ledige Frauen („Jungfern“) umgewandelt. Bis etwa 1600 sind die Namen von 300 dieser Bewohnerinnen überliefert.

## Heutige Ruine
Die Überreste des Hohen Hospitals gelten heute als eines der „bedeutendsten Bau- und Bodendenkmäler Westfalens“. Oberirdisch ist jedoch nur ein Mauerrest (die so genannte Wittekindsmauer) zu sehen, der bei der endgültigen Niederlegung des alten Gebäudes im Jahr 1809/1810 erhalten blieb, weil er seinerzeit für anliegende Fachwerkhäuser die Funktion einer rückwärtigen Stützmauer hatte. Ein Teil der Mauer ist frei einsehbar, ein anderer Teil ist über die Filiale der angrenzenden Sparkasse zugänglich.

## Belege
1. ↑  Horst-Peter Wolff: Biographisches Lexikon zur Pflegegeschichte: „who was WHO in Nursing History“, Band 4, herausg. von Hubert Kolling, 1. Auflage. Verlag Urban und Fischer, 2008, S. 183ff.

Koordinaten: 51° 34′ 16,4″ N, 8° 6′ 23,8″ O